# Station Herning Messecenter
Station Herning Messecenter is een spoorweghalte in Herning in  Denemarken. De halte ligt aan de lijn tussen Skjern en Skanderborg. Volgens de dienstregeling 2015 rijdt  op werkdagen ieder uur een trein richting Skanderborg - Aarhus en in de richting Skjern. De halte ligt direct bij het complex van het Herning Messecenter met onder meer de Jyske Bank Boxen en de MCH Arena.